# David Embé
David Embé (Yaoundé, 1973. november 13. –) kameruni válogatott labdarúgó.

## Pályafutása

### Klubcsapatban
Pályafutását 1990-ben a Racing Bafoussam csapatában kezdte, melynek tagjaként két bajnoki címet (1992, 1993) szerzett. Az 1993–94-es szezonban a portugál Belenenses játékosa volt. 1994 és 1996 között Görögországban a Láriszasz együttesében játszott. 1996 és 1998 között a mexikói Tecos UAG csapatát erősítette. 1999-ben a kínai Sanghaj Senhua 1999 és 2000 között a Deportivo Municipal játékosa volt Peruban. 2001-ben Oroszországban Csernomorec Novorosszijszkban kezdte az évet, majd az USA-ba költözött és a New England Revolutionban játszott. 

### A válogatottban
1993 és 1997 között 7 alkalommal szerepelt a kameruni válogatottban és 3 gólt szerzett. Részt vett az 1993-as ifjúsági világbajnokságon és az 1994-es világbajnokságon, ahol a Svédország elleni csoportmérkőzésen gólt szerzett.

## Sikerei, díjai
Racing Bafoussam
- Kameruni bajnok (2): 1992, 1993